# Wilhelm von Thoma
Pour les articles homonymes, voir Thoma.
Wilhelm Josef von Thoma, désigné à partir de 1916 comme Ritter (titre de noblesse, pouvant se traduire comme chevalier) (11 septembre 1891 à Dachau - 30 avril 1948 à Dachau) est un General der Panzertruppe allemand qui a servi au sein de la Heer dans la Wehrmacht pendant la Seconde Guerre mondiale.
Il a été récipiendaire de la Croix de chevalier de la Croix de fer. Cette décoration est attribuée pour récompenser un acte d'une extrême bravoure sur le champ de bataille ou un commandement militaire avec succès.

## Biographie
Durant la Première Guerre mondiale, il sert avec distinction dans l'armée bavaroise, branche de l'armée impériale allemande, sur le front russe puis sur le  front des Balkans après l'armistice de Brest-Litovsk et reçoit la plus haute décoration bavaroise, la croix de chevalier de l'ordre de Max-Joseph, ce qui lui confère le titre nobiliaire honorifique de "Ritter" (chevalier.)
Resté dans l'armée après 1918, il commande les forces terrestres (et notamment les chars d'assaut) de la légion Condor (plus connue pour son aviation et le bombardement de Guernica) envoyée par Hitler pour soutenir les forces rebelles franquistes  lors de la guerre d'Espagne.
La guerre d'Espagne est pour les armées allemandes un véritable banc d'essai de leurs armes de pointe. Von Thoma, intéressé par la technique, suit de près la mise au point des nouveaux chars d'assaut allemands, les panzers et affine sur le terrain leur doctrine d'emploi.
Durant la seconde Guerre Mondiale, durant l’opération Barbarossa (l'invasion de l'Union Soviétique) il commande successivement la 17e puis la 20e division de Panzers et participe à la bataille de Moscou.
Il est ensuite versé dans l'Afrikakorps en Afrique du Nord, où il participe à la seconde bataille d'El Alamein Il est fait prisonnier en novembre 1942 et interné avec d'autres officiers supérieurs allemands dans une suite "prisons dorées" en Angleterre. Ses conversations avec ses collègues (dont Ludwig Crüwell) sont mises sur écoutes et surveillées de près : les Alliés avaient aménagé des châteaux truffés de micros et espionnaient les conversations des officiers. Durant cette captivité, il dénonce auprès des autres détenus la folie d'Hitler et l'aberration de poursuivre cette guerre criminelle.

## Informations recueillies par les services anglais
Le responsable de l'espionnage scientifique britannique Reginald Victor Jones, considérait von Thoma, comme le général allemand le plus compétent en matière de techniques avancées et s'intéressait de près aux transcriptions de ses conversations.
Von Thoma, qui avait suivi avec von Brauschitch les premiers essais des fusées sur le polygone de tir berlinois de Kummersdorf par l'équipe embryonnaire d'amateurs de fusées réunies autour de Walter Dornberger et Wernher von Braun laisse filtrer des informations sur le développement du programme.
Les Britanniques envoient alors des avions de reconnaissance rapide Mosquito pour photographier le centre ultra-secret de Peenemünde sur les bords de la Baltique. Même si Jones doit batailler avec ses supérieurs incrédules pour faire admettre la faisabilité des V1 et surtout des fusées  V2, à propergol liquide, ces renseignements (recoupés par d'autres sources) conduisent les Anglais à l'opération Hydra, bombardement massif du centre de recherches de Peenemünde, que les Allemands déménagent par la suite dans un complexe souterrain au camp de concentration de Dora (Mittelbau), employant de la main-d'œuvre concentrationnaire dans des conditions atroces.
Au sujet des armes blindées, von Thoma relate à ses collègues une cérémonie de présentation à Adolf Hitler de chars d'assaut soviétiques, dont le fameux T34, capturés sur le front soviétique. Hitler, voyant l'aspect extérieur particulièrement fruste du matériel russe (tôles non ébarbées, pièces brutes de forge ou de fonderie, peinture bâclée) s'était dit persuadé « que les tanks russes étaient de la merde et que les troupes allemandes n'avait rien à craindre d'une armée aussi mal équipée ».
Von Thoma qui avait démonté et examiné les chars russes de plus près était d'un avis diamétralement opposé : il avait constaté que les usinages cruciaux (alésage du canon, des portées d'arbres de transmission... etc.) étaient réalisés avec une excellente précision et qu'en fait le perfectionnisme allemand étendu à l'aspect extérieur des fabrications était plus une gêne qu'un atout en cas de production accélérée en temps de guerre, les Soviétiques ayant eu le bon sens de ne fignoler que les points réellement importants de la fabrication... opinion qu'il avait cependant gardée pour lui, sachant le danger qu'il y avait à se mettre dans les mauvaises grâces du dictateur.

## Promotions

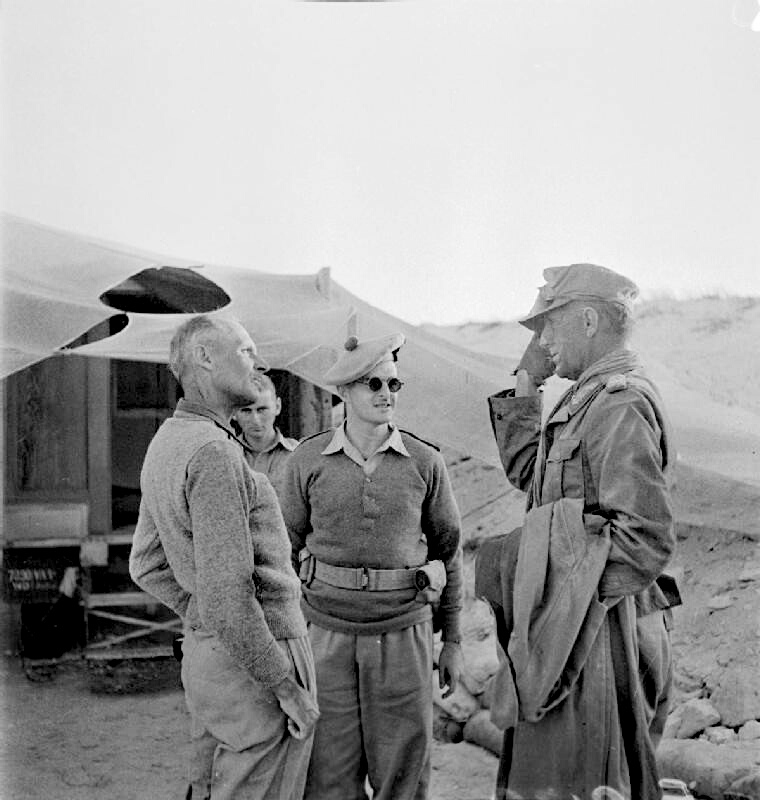
Thoma (à droite) s’entretenant, peu après sa capture, avec Bernard Montgomery (à gauche).

| Fahnenjunker               | 23 septembre 1912 |
| Fahnenjunker-Unteroffizier | 25 janvier 1913   |
| Fähnrich                   | 20 mai 1913       |
| Leutnant                   | 1er août 1914     |
| Oberleutnant               | 14 décembre 1917  |
| Hauptmann                  | 1er février 1925  |
| Major                      | 1er avril 1934    |
| Oberstleutnant             | 1er août 1936     |
| Oberst                     | 1er avril 1938    |
| Generalmajor               | 1er août 1940     |
| Generalleutnant            | 1er août 1942     |
| General der Panzertruppe   | 1er novembre 1942 |

## Décorations
- Croix de fer (1914)
  - 2e Classe (17 octobre 1914)
  - 1re Classe (3 juin 1915)
- Ordre du mérite militaire de Bavière, 4e Classe avec glaives : 16 novembre 1914
- Croix de chevalier de l'Ordre militaire de Maximilien-Joseph de Bavière
  - Croix de chevalier le 5 juillet 1916 en tant que Leutnant dans le 3e régiment d'infanterie (de)
- Insigne des blessés (1914)
  - en argent : 22 novembre 1916[2]
- Croix du Mérite militaire d'Autriche, 3e Classe avec décorations de guerre: 5 avril 1916
- Croix d'Espagne en Or avec glaives et brillants
- Médaille militaire d'Espagne avec brillants
- Médaille de la campagne 1936-1939 (Espagne)
- Insigne des troupes blindées de la Légion Condor en or[3]
- Croix d'honneur pour Combattants 1914-1918 : 1935
- Agrafe de la Croix de fer : 1939
  - 2e Classe
  - 1re Classe
- Médaille de service de la Wehrmacht
  - 1re Classe (Croix de 25 ans de service)
  - 3e Classe (Médaille de 12 ans de service)
- Médaille du Front de l'Est —[4]
- Croix de chevalier de la Croix de fer
  - Croix de chevalier le 31 décembre 1941 en tant que Generalmajor et Commandant de la 20e Panzerdivision